# Khan Bonfils
Khan Bonfils of Kan Bonfils (Vietnam ca. 1972 – Londen 5 januari 2015) was een Vietnamees-Deens acteur.

## Biografie
Bonfils werd omstreeks 1972 geboren. Zijn hele carrière zou hij slechts kleine rollen spelen. Niettemin heeft de acteur in grote filmproducties gespeeld zoals Tomorrow Never Dies (1997), Star Wars: Episode I: The Phantom Menace (1999), Batman Begins (2005) en Skyfall (2012).
Hij overleed tijdens een repetitie voor een theaterversie van Dante's Inferno op 5 januari 2015.